# Éva Berzlánovits
Éva Berzlánovits es una deportista húngara que compitió en natación, en la modalidad de aguas abiertas. Ganó una medalla de oro en el Campeonato Europeo de Natación en Aguas Abiertas de 1991, en la prueba de 5 km.

## Palmarés internacional
| Campeonato Europeo | Campeonato Europeo | Campeonato Europeo | Campeonato Europeo |
| Año                | Lugar              | Medalla            | Prueba             |
| ------------------ | ------------------ | ------------------ | ------------------ |
| 1991               | Terracina (Italia) | Medalla de oro     | 5 km               |